# Pappersklämma

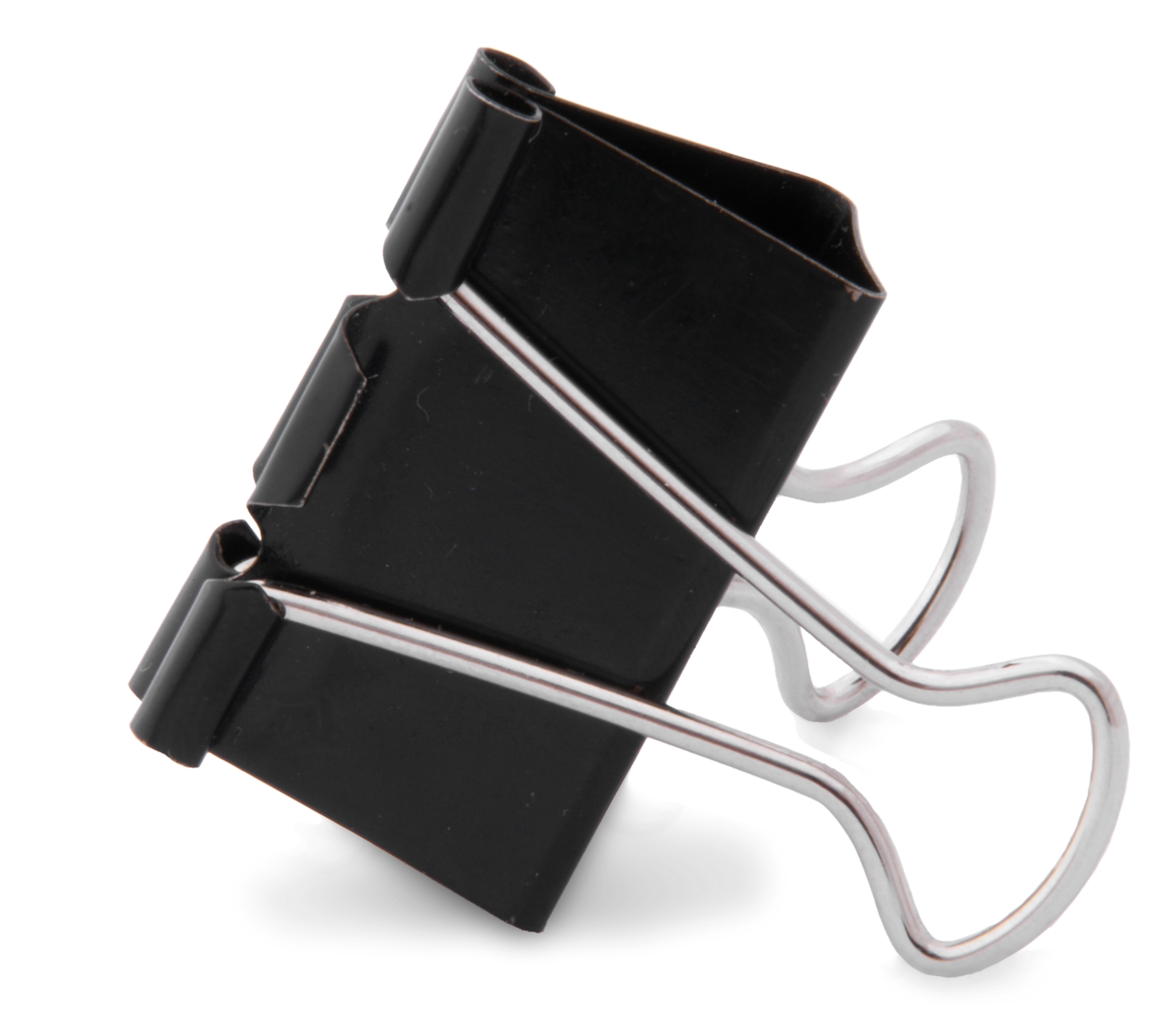
Denna variant av pappersklämma uppfanns 1910.

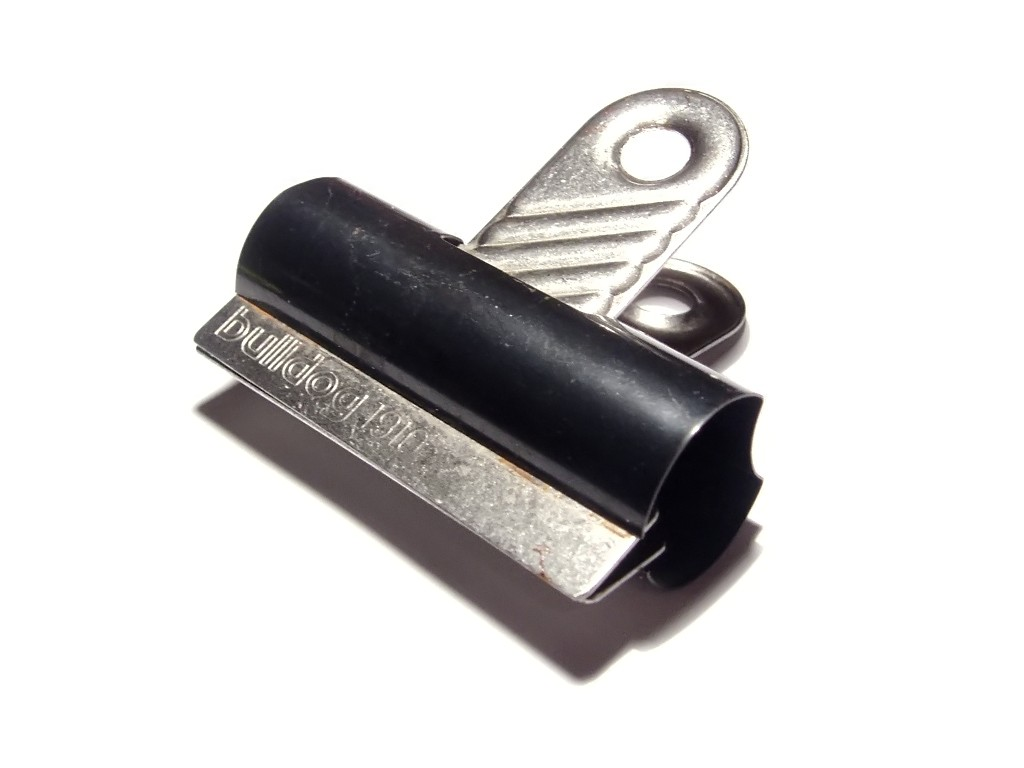
Denna variant kallas ibland för bulldogklämma.

Pappersklämma (även klyka, klämma, hållare) är en metallanordning för att tillfälligt fästa ihop papper. En pappersklämma i kombination med en styv platta där papper sätts fast kallas "clipboard" eller "skrivplatta". 
Det finns olika typer av pappersklämmor. En typisk variant består av en rektangulär bit fjäderstål bockad till formen av en likbent triangel, med en öppning i ena spetsen. I de båda rundbockade ändarna av fjäderstålet, som bildar spetsen på triangeln, sitter var sin metallslinga fastsatt. Spänningen i metallen tvingar ihop de två sidorna och rundbockningen förhindrar att stålkanterna skär in i papperet. Slingorna tjänar som handtag och gör att pappersklämma kan öppnas. Denna variant av pappersklämma uppfanns 1910 av Louis E. Baltzley i Washington, D.C. som fick patentet för den 1915. Vid denna tid gjorde man annars hål med hålslag för att sedan fäste ihop papperna med tråd. Utformningen av pappersklämman har sedan dess utvecklats men dess ursprungliga mekanism är densamma.
En annan variant av pappersklämma kallas ibland för bulldogklämma. Där är den rektangulära biten av fjäderstål i formen av en cylinder med två plana stålremsor insatta som kombinerat bildar både handtag och käkar. Spänningen i metallen tvingar ihop de två plana stålremsorna och håller på så sätt fast papperna.
Andra pappersklämmor nyttjar liknande mekanik som en klädnypa.